# Polystichum calderonense
Polystichum calderonense är en träjonväxtart som beskrevs av George Richardson Proctor. Polystichum calderonense ingår i släktet Polystichum och familjen Dryopteridaceae. Inga underarter finns listade.